# 미겔 아세베스 메히아
미겔 아세베스 메히아(Miguel Aceves Mejia, 1915년 ~ 2006년)는 멕시코의 가수이다. 미국 텍사스주 엘패소에서 태어나 멕시코 치와와로 이주하여 그 곳에 거주했다. 처음에는 엔지니어를 희망하였으나, 지방 방송국에서 노래를 부르기 시작하였다. 한동안 로스앤젤레스에 있은 뒤 1940년에 멕시코시티에 진출하였고, 1948년에 솔로 가수로 칸시온 란첼라를 전문적으로 부르기 시작하여 급속하게 성공하였다. 결국, 그는 이 분야에서 일인자가 되었다. 풍부한 기교를 구사하여 대중의 마음에 호소하는 흐느낌의 창법을 훌륭하게 전개하여 그 인기가 매우 높았다.